# Bereitschaftsstellung Görisried-Ochsenhof
Die Bereitschaftsstellung Görisried-Ochsenhof befand sich etwa zwei Kilometer südwestlich von Görisried, Landkreis Ostallgäu. Sie war von 1976 bis 1986 eine QRA-Stellung für die Pershing IA. Die Bereitschaftsstellung wurde am 22. Juni 1990 an die Standortverwaltung Kempten übergeben.
Zur Anlage gehörten mehrere Bunker und Wohngebäude.